# 輪之内町文化会館
輪之内町文化会館（わのうちちょうぶんかかいかん）は、岐阜県安八郡輪之内町にある公共施設。

## 概要
芸術文化及び社会教育の向上、福祉の増進を図ることを目的とした施設である。
1991年（平成3年）6月に着工し、1992年（平成4年）9月20日完成。同年9月28日に竣工式が行われ、同年10月2日から4日に竣工記念事業が行われた。
輪之内町プラネットプラザを構成する施設の一つである。

## 施設概要
アーリオンホール
名称は古代ギリシアの音楽家のアーリオンに因む。
固定席652席。一部の席には難聴者用可聴装置を設置している。
リモコンカメラが設置されており、音、映像をリトルホール、ホワイエで流すことが可能である。
リトルホール

楽屋

ホワイエ

町民ギャラリー

## 交通アクセス

### 公共交通機関
- 名阪近鉄バス「輪之内文化会館」バス停より徒歩すぐ。
  - 大垣駅（大垣駅前バスのりば）より輪之内線「輪之内文化会館」行き。
  - 岐阜羽島駅より輪之内羽島線「輪之内文化会館」行き。

## 輪之内町プラネットプラザ
輪之内町にある総合施設であり、全体は公園化されている。1992年（平成4年）、名称は輪之内町文化会館の完成に合わせ名付けられた。1994年（平成6年）に輪之内パターゴルフ場の完成により整備事業を完了した。

### 主な施設
輪之内アポロンスタジアム
1991年（平成3年）4月竣工。
輪之内町文化会館

輪之内町立図書館・歴史民俗資料館
1993年（平成5年）5月開館。
輪之内パターゴルフ場
1994年（平成6年）3月完成。
大小18ホールで構成される人工芝仕様のパターゴルフ場。広さは6,049.10 m2。
水の広場

ちびっこ広場

## 周辺施設
- 輪之内町立輪之内中学校
- 輪之内町役場
- 輪之内町民センター
- 輪之内体育センター
- 輪之内町保健福祉センター